# Castelo Grodziec

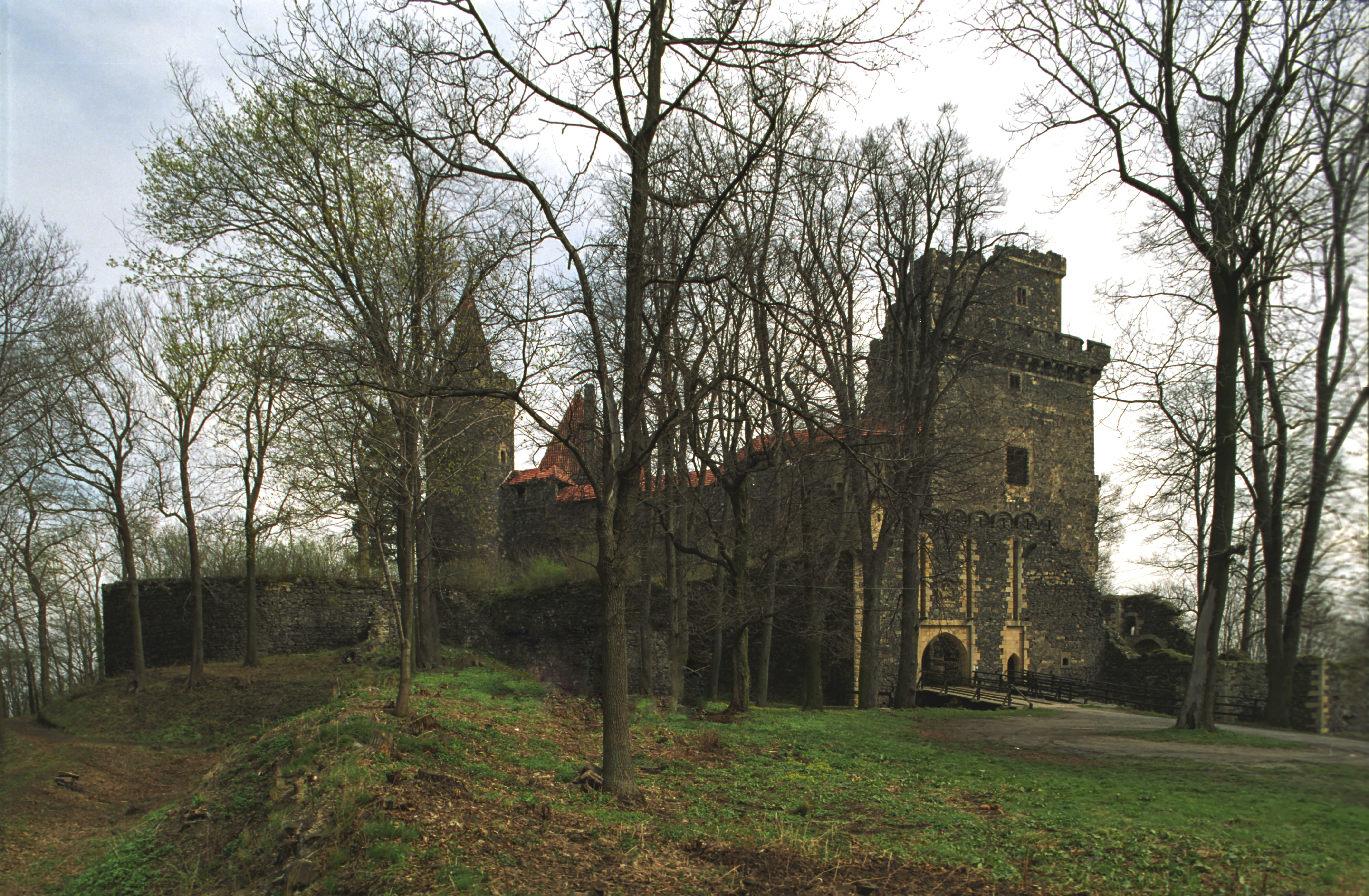
Vista do castelo

Castelo Grodziec (alemão: Gröditzburg) - um castelo do gótico tardio localizado perto da aldeia de Grodziec, na comuna de Zagrodno, Złotoryja poviat, voivodia da Baixa Silésia, no topo da colina com o mesmo nome.
Foi construído sobre uma colina de basalto, vulcânica e íngreme, a uma altitude de 389 m acima do nível do mar. Em 11 de maio de 1951, sob o número A / 3515/279, o castelo foi inscrito no registo de monumentos do National Instituto do Património Nacional da Polónia. A trilha do Castelo de Piastas passa pelo castelo.

## História do castelo
Os primeiros registros do castelo medieval datam de 1155 e 1175. Era uma cidade fortificada de Bobrzany. Em 1175, Grodziec e o castelo eram propriedade do Duque Bolesław I, o Alto (pol. Bolesław I Wysoki). O próximo proprietário do castelo foi o príncipe de Świdnica e Jawor, Bolko I, que expandiu sua sede nos anos 1296-1301. Os próximos proprietários foram: príncipe Bolesław III Rozrzutny, cavaleiro Buździwój de Niedźwiedzice e Chojnów, príncipe de Legnica Frederico I e príncipe de Legnica Frederico II. Em seguida, o castelo foi expandido novamente, e o principal material usado na expansão foi a pedra. O edifício foi então erguido em planta hexagonal com torres nos cantos e uma torre de quatro lados. Durante as guerras hussitas, o edifício foi conquistado e saqueado pelas tropas hussitas. No início do século XVI, um novo edifício, o chamado palas. Na época em que o proprietário era Frederico I, o castelo tornou-se uma fortaleza de tijolos bastante poderosa, semelhante ao Castelo de Legnica. De 1522 a 1524, outra expansão do castelo ocorreu no estilo renascentista, onde mais duas torres foram erguidas nos lados norte e sul [3]. Naquela época, as obras eram gerenciadas por Wendelin Rosskopf da Zgorzelec. Na segunda metade do século XVI, Leonard von Skopp era o arrendatário da Grodziec, e então Henry XI teve seu assento aqui. Durante a Guerra dos Trinta Anos, em setembro de 1633, grande parte do castelo foi destruída por um incêndio, tornando-se uma ruína crescente nos anos seguintes. Nos anos 1633-1672, uma renovação parcial foi realizada. Em 1675, o castelo torna-se propriedade do Imperador Leopoldo I, e este último 5 anos mais tarde dá-o como penhor ao Conde Walter von Gallas. O próximo proprietário foi o Barão Hans von Frankenberg em 1700, e em 1749 o Marechal de Campo Conde Frederick Leopold von Gessler. A partir de 1800, o proprietário do castelo era o conde Hans Heinrich VI von Hochberg de Książ e Mieroszów. Durante sua época, foram realizadas obras de renovação no castelo. Reconstruído, entre outros parte do palácio, alguns quartos foram preenchidos com lembranças e colocados à disposição dos turistas. Naquela época, o castelo foi considerado o primeiro monumento da Europa especialmente adaptado para fins turísticos. Em 1823, o castelo era propriedade de Wilhelm Christian Benecke de Berlim.
Em 1899, a propriedade foi comprada por Willibald von Dirksen. Depois de ser enobrecido como um nobre, o proprietário decidiu reconstruir o castelo e, por isso, em 1906, encomendou ao famoso arquitecto Bodo Ebhardt a investigação e elaboração de um projecto, o qual realizou durante os dois anos seguintes. Após a pesquisa, optou-se por não reconstruir todo o edifício. Na forma de uma ruína permanente, o donjon, as paredes sudeste com edifícios adjacentes, bem como os restos de edifícios localizados no castelo inferior foram preservados. As primeiras obras foram realizadas no palácio, que foi garantido com a construção de uma nova cobertura. Embora o telhado fosse originalmente de duas águas, Bodo Ebhardt decidiu reconstruí-lo em forma de quadril. As portas do castelo e as paredes perimetrais com alpendres também foram totalmente reconstruídas.
O último proprietário do castelo foi Herbert von Dirksen, um político nazista e associado de confiança de Hitler. Nos anos 1939-1945, ele frequentemente ficou em Grodziec, também nos últimos meses da guerra. Depois de ser capturado, ele foi interrogado pela primeira vez pelos soviéticos e, em seguida, levado para trás das linhas de frente por oficiais alemães, de onde entrou profundamente no Reich. Em 1945, o castelo abrigava exposições dos museus de Wrocław e da Biblioteca Estadual de Berlim. Na década de 1960, o castelo era propriedade do autoridade administrativa em Złotoryja. Em 1978, pertencia à comuna de Złotoryja e agora o arrendatário do castelo é Zenon Bernacki. Nos anos 2004-2005 foi o local onde foram realizados filmes pelas seguintes estações de televisão: Sueca, Francesa, Belga e Russa.
O castelo também hospeda eventos regionais e internacionais:
- Torneio Legnica-Brzesk pelo Anel de Prata do Castelo,
- Festas Internacionais das Equipes da Fronteira,
- Festival da Canção da Silésia,
- Festival do Vinho e do Hidromel do Agroturismo,[5]
- The Witcher School, edição polonesa do larp ambientado no mundo do Bruxo.[6]

## Arquitetura de castelo
Atualmente, o complexo é composto pelo castelo superior e pela ala externa com dimensões de 270x140 metros. Os edifícios do castelo superior formam um hexágono irregular, no qual os elementos dominantes são: o palácio principal (os chamados palas), a torre norte e uma enorme torre de menagem no lado sul. O palatium está quebrado em um ângulo de 30 graus e é um dos poucos assentos ducais remanescentes na Silésia. É caracterizada por uma espessura de muro diferente: 5 metros na base e 2 metros no primeiro andar. A torre de menagem foi construída em planta quadrada com uma base de 16 metros, e sua altura ultrapassa os 26 metros, que consiste em seis andares. A segunda torre menor é chamada de torre "Velha". É coroado por um telhado de quatro águas, em cuja base existe um alpendre defensivo com ameias retangulares e fendas flechas. A comunicação entre as torres e os palas fazia-se através de terraços e alpendres de madeira construídos nas paredes. A defesa da fundação é aumentada por baluartes e caponeiros salientes. Além disso, a segurança do castelo é garantida pelo pátio externo ladeado por torres.
O castelo principal é composto por dois pisos. No inferior, encontra-se o tanque de água potável e as caves, que funcionavam como cervejaria, despensa e refeitório para os empregados. Costumava haver quartos de hóspedes no rés-do-chão, mas depois da reconstrução existiu uma pousada para viajantes e uma cozinha. Há também duas salas neste andar:
- os maiores chamados de "Salão Principal",
- os menores com lareira gótica, decorados com criaturas semelhantes a leões.

O primeiro e o segundo pisos tinham funções residenciais, evidenciadas pelas vidraças, anteriormente decoradas com vitrais. Na parte norte do segundo andar existe uma capela, adjacente ao "Salão dos Cavaleiros" (a câmara mais representativa do castelo). Portais góticos conduzem do "Salão dos Cavaleiros" para as salas adjacentes. Essas câmaras costumavam ser as instalações da duquesa e de sua corte. O nível mais alto do palácio é ocupado por um pórtico defensivo com ameias.